# Armata Marelui Ducat al Lituaniei
Armata Marelui Ducat al Lituaniei (în lituaniană Lietuvos Didžiosios Kunigaikštystės kariuomenė) a fost o forță militară organizată a Marelui Ducat al Lituaniei care a existat din 1253 până în 1263 și din 1275 până în 1569.
Apoi a existat de la înființarea federației polono-lituaniene în 1569 până la desființarea sa în 1795, când a fost parte independentă a armatei Uniunii polono-lituaniene (alături de Armata Coroanei Poloneze).

## Istorie
În multe țări europene, armata s-a format pe măsură ce sistemul tribal s-a prăbușit, iar războinicii, care erau toți bărbații înarmați ai tribului, au fost înlocuiți de armatele nobilimii tribale. Armata Marelui Ducat al Lituaniei a început să prindă contur ca o structură organizată la mijlocul secolului al XIII-lea , pe măsură ce prinții teritoriali s-au întărit și a devenit clar că grupurile individuale de nobili înarmați vor avea dificultăți să reziste atacurilor marilor duci polonezi și, în special, cruciaților bine înarmați și cu experiență de luptă.

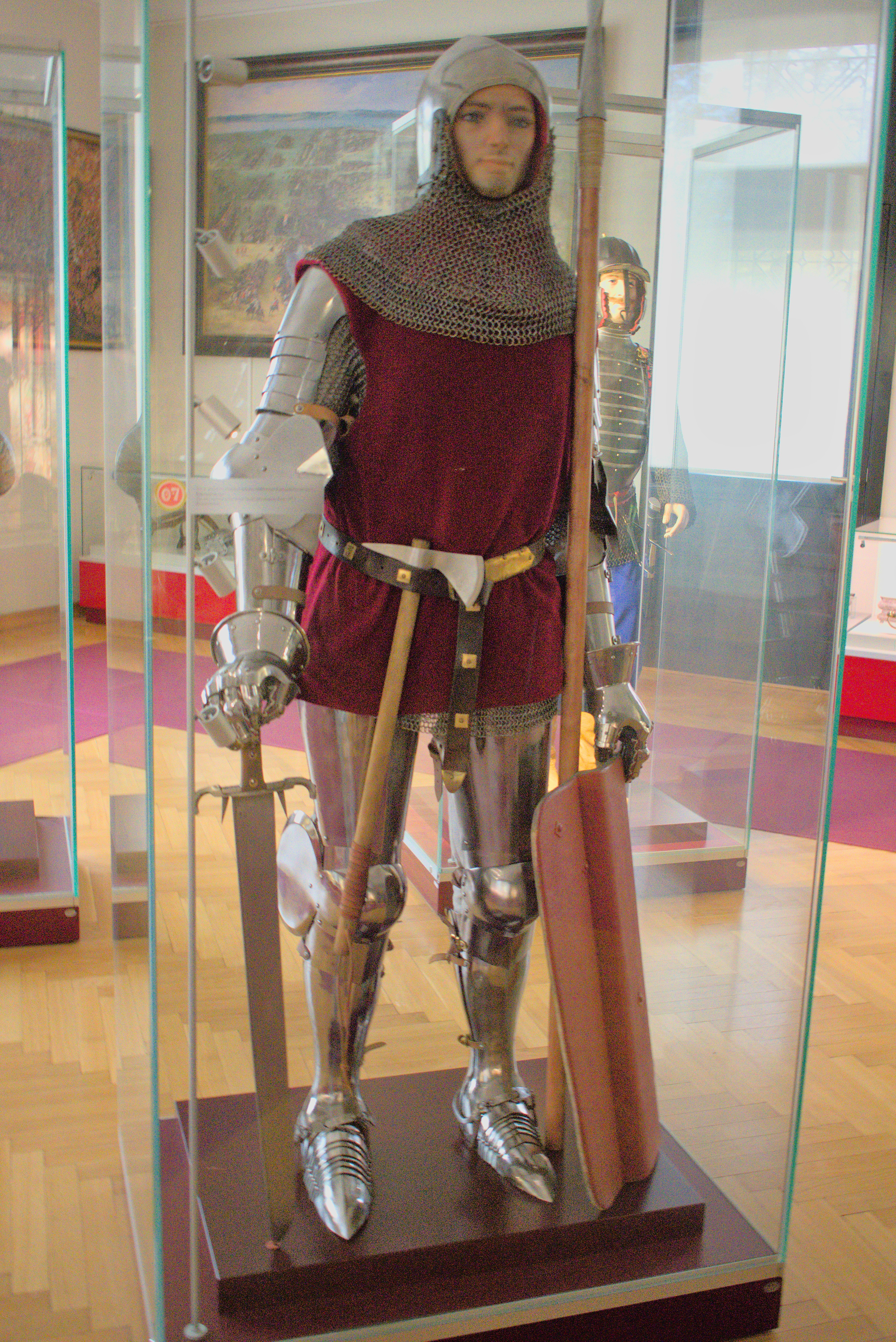
Războinic lituanian de elită, secolul al XV-lea (reconstrucție)

Până în secolul al XV-lea, fiecare nobil local avea și propria sa armată. Partea cea mai importantă a armatei era cavaleria, în timp ce importanța infanteriei era mai mică. Un nobil călare și 4-7 soldați care îl slujeau (un paj, un scutier, mai mulți arcași tereștri sau călare) formau unitatea principală. Armata lituaniană a fost menționată pentru prima dată de Henric din Letonia (Latviešu Indriķis) în cronica sa, descriind campania ducelui lituanian Žvelgaitis din 1205, marșul său în Livonia ocupată de germani.
Armata era organizată pe bază de recrutare, dar soldatul trebuia să-și achiziționeze propriile arme adecvate gradului său. Structura militară era asemănătoare cu cea a Ordinului Teutonic. Baza armatei era alcătuită din călăreții nobili. Fiecare dintre aceștia trebuia să aducă cu ei un contingent de infanterie țărănească și slujitoare subordonată lor. Din secolul al XVI-lea, toți bărbații proprietari de pământ au fost înrolați în armată. Săracii nu erau obligați să intre în armată, dar trebuiau să plătească o taxă specială, hiberna sau quarta.
Aproape de fiecare dată când mongolii au intenționat să oprească expansiunea Marelui Ducat al Lituaniei, hoardele au fost înfrânte. În 1333 și 1339, lituanienii au reușit să învingă forțe importante mongole care au încercat să recucerească Smolenskul. Chiar și când erau victorioși, mongolii nu-i puteau opri multă vreme pe lituanieni din înaintarea lor. Victoria Hoardei de Aur din 1399 nu a făcut decât să întârzie înaintarea lituanienilor către Marea Neagră. Datorită victoriilor lituanienilor, mongolii nu au mai putut să-și exercite în mod eficient controlul militar asupra nord-vestului Rusiei, acesta fiind în parte motivul pentru care orașe precum Smolensk, Pskov, Novgorod și Polațk nu au fost niciodată devastate de atacurile Hoardei.
În iulie 1514, a avut loc Bătălia de la Orșa, în care armata Marelui Ducat al Moscovei a fost învinsă de alianța formată de Marele Ducat al Lituaniei cu Regatul Poloniei. Moscoviții au suferit o înfrângere semnificativă; cu toate acestea, Mare Ducat al Lituaniei nu a beneficiat în totalitate de victoria sa.
După uniunea reală (nu personală) cu Marele Ducat al Lituaniei, Armata Coroanei Poloneze și Armata Marelui Ducat al Lituaniei au format forțele armate comune, deși ambele armate au rămas independente. Armata Marelui Ducat al Lituaniei constituia aproximativ o treime până la un sfert din puterea totală a armatei polono-lituaniene, în funcție de perioadă.
Cazacii și tătarii ucraineni au avut o oarecare autonomie atât în armata Marelui Ducat al Lituaniei, cât și în armata comună a Uniunii Polono-Lituanian după Uniunea de la Lublin, iar unitățile lor erau organizate conform tradițiilor acestor națiuni. Mai ales după o bătălie victorioasă, unitățile lor se retrăgeau adesea cu prada de război, ceea ce afecta eventualele planuri de urmărire ulterioară a inamicului.
În 1717, puterea totală a ambelor armate aprobate de Seim era de 24.200 de oameni, dintre care 18.000 de oameni formau Armata Coroanei Poloneze și 6.200 de oameni erau asigurați de Lituania. Acest lucru însemna că era de câteva ori inferioară vecinilor săi Prusia, Rusia și Austria. Acest număr, deja mic, a scăzut și mai mult, la 16.000 de oameni, în secolul al XVIII-lea.